# 足まがり
足まがり（あしまがり）とは、四国地方の香川県高松市や大川郡石田村（現・さぬき市）などに伝承される妖怪で、狐狸のたぐいという説が強いが、その姿は決して見ることはできない。

## 概要
「まがり」とは方言で「まとわりつく」の意。足にまとわりつき、通行人を転ばせることから足まがりと呼ばれるようになった。
人が道を歩いていると、いきなり綿のようなものを絡み付けてきて歩く邪魔をするといわれる。

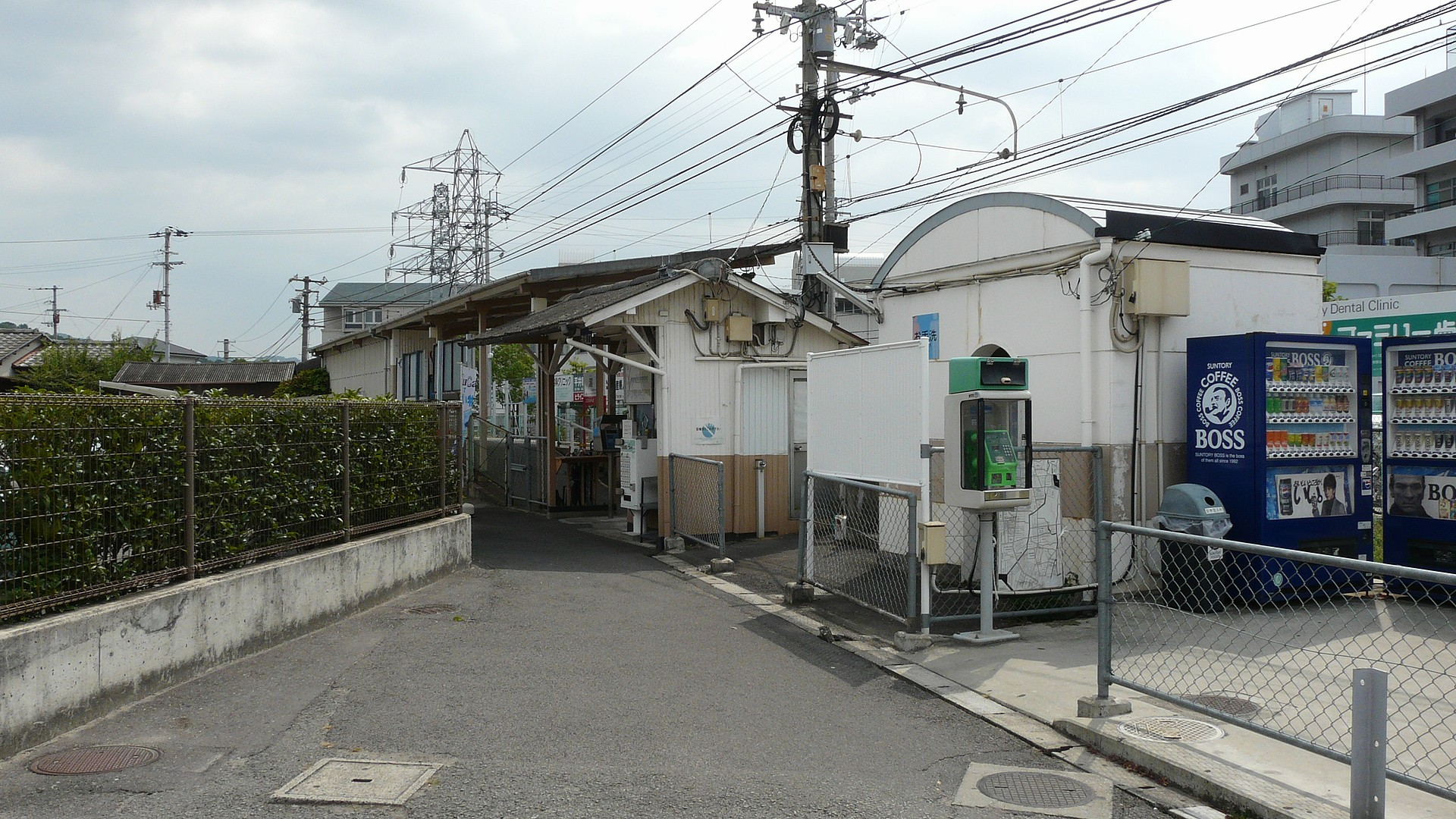
高松琴平電気鉄道志度線潟元駅

高松琴平電気鉄道志度線潟元駅付近にも出たといわれ、これに遭った人が足を振ると、松の木の根に変わってしまい、怪我をしたという話も残っている。
また、絡み付かれて驚いて触ると綿のようなものであったとも、尻尾のような物であったともいわれる。
香川県丸亀市綾歌町では糸状のものを人の足に絡みつける。仲多度郡琴南町（現・まんのう町）では鞠状のものが転がって来て、蹴飛ばすたびに大きくなり、しまいには蹴ることのできないほどの大きさになって歩けなくなってしまう。
これらに似たもので、仲多度郡多度津町では綿のようなものが落ちており、拾うと動き出し、空へと上がっていったという話があり、やはりタヌキの仕業として「ウチワタダノキ（打綿狸）」と呼ばれている。

## 放送禁止用語との関連
『ゲゲゲの鬼太郎』のアニメ版に登場したが、後年になって、当妖怪が登場した1971年のアニメ第5話の再放送は全国的に自粛（欠番）扱いされた。理由は公表されていないが、妖怪研究家・京極夏彦や多田克己は、「足曲がり」の名が放送上で好ましくないことによる自主規制と推測している。その後放送された3作目での名称は「狸妖怪」で、6作目では「足まがり」の名で登場している。また、同様の例が片輪車にも見られる。